# Joyce Grenfell
Joyce Irene Grenfell, född Phipps den 10 februari 1910 i Knightsbridge i London, död 30 november 1979 i Chelsea i London, var en brittisk skådespelare, revyartist och manusförfattare. Hon medverkade i lite mer än 20 långfilmer, ofta i komiska skruvade roller, och var även känd för monologer och enmansföreställningar.

## Filmografi, urval
- 1943 – Kvinnor i vitt
- 1950 – Rampfeber
- 1950 – Snurriga skolan
- 1951 – Det mörka rummet
- 1951 – Galopperande majoren
- 1951 – Skratt i paradiset
- 1952 – Pickwickklubben
- 1953 – På vift med Genevieve
- 1954 – Miljonpundssedeln
- 1957 – Skolflickorna slår till igen
- 1958 – Här kommer bruden
- 1960 – The Pure Hell of St Trinian's
- 1964 – Den gula Rolls-Roycen
- 1964 – Krig och feg eller Förste man på Omaha beach